# Rachelina Ambrosini
Rachelina Ambrosini (ur. 2 lipca 1925 w Venticano; zm. 10 marca 1941 w Rzymie) – włoska Służebnica Boża Kościoła katolickiego.

## Życiorys
Rachelina Ambrosini urodziła się 2 lipca 1925 roku w bardzo religijnej rodzinie. Uczyła się w katolickich szkołach. W 1936 roku, gdy miała jedenaście lat jej ojciec ciężko zachorował. Podczas modlitwy ofiarowała swoje życie za ojca. Wtedy jej ojciec nagle szybko wyzdrowiał. Zachorowała na ciężkie ropne zapalenie ucha w 1941 roku i przewidziała datę swojej śmierci. Zmarła po otrzymaniu ostatniego namaszczenia. Trwa jej proces beatyfikacyjny.